# Aeroportul Londra Southend
Aeroportul Londra Southend (IATA: SEN, ICAO: EGMC) este un aeroport din Rochford, Rochford⁠(d), Essex⁠(d), Essex, East of England, Anglia, Regatul Unit ce deservește zona Southend-on-Sea. Aeroportul a fost tranzitat în 2022 de 89.361 de pasageri. A fost deschis în 1914.
Situat la o altitudine de 17 m, aeroportul dispune de 1 pistă.

## Infrastructură

### Piste
Aeroportul dispune de o singură pistă. Pista 05/23 are suprafața de asfalt și dimensiunile 1.856 m × 36 m. 